# Aglebemu
Aglebemu (Aglabemu; Giant Frog, Monster Frog), kod Indijanaca Penobscot, Maliseet i Passamaquoddy, to je bilo divovsko jezersko čudovište iz legendi, koje je pregradilo veliku rijeku (često rijeku St. John ili rijeku Penobscot) i prouzročilo njeno presušivanje, što je rezultiralo sušom. U konačnici ga je kulturni heroj Glooskap pretvorio u žabu. 
U nekim antropološkim tekstovima on se spominje kao "Mitche-hant", što jednostavno znači "zlo stvorenje" i koristi se za označavanje mnogih različitih čudovišta. "Kci Cekolhs" ili "Kci-Coqols" doslovno znači "divovska žaba". Alternativni nazivi su: Aglabemu, Akwulabemu, Aglebemoo, Hahk-lee-be-mo, Ablegemoo, Ablegemu.